# Tibor Sekelj

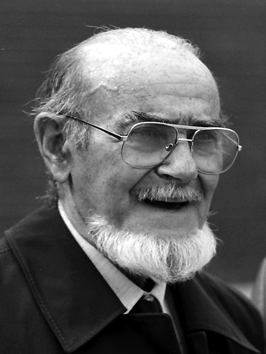
Tibor Sekelj im 1983

Tibor Sekelj (ungarisch: Székely Tibor; * 14. Februar 1912 in Georgenberg, Königreich Ungarn, Österreich-Ungarn; † 20. September 1988 in Maria-Theresiopel, Jugoslawien, heute Serbien) war Entdecker, Esperantist, Autor und Jurist.
Er machte Expeditionen durch ganz Südamerika, Asien und Afrika. Neben Ungarisch und Kroatisch sprach er auch Deutsch, Spanisch, Englisch, Französisch und Esperanto. Er war Mitglied der Sprach-Akademie für Esperanto und Ehrenmitglied des Esperanto-Weltbunds. Er schrieb eine Reihe von Büchern (Erzählungen und Romane) in Esperanto und zählt zu den bekannteren Esperanto-Autoren. Seine Ehefrau war Erzsébet Sekelj.

## Biographie
Der Vater von Tibor Sekelj war Tierarzt und die Familie zog oft um. Einige Monate nach seiner Geburt zog die Familie nach Csene, im heutigen Rumänien. 1922 zog sie weiter nach Kikinda in der Vojvodina, Serbien. Nachdem Tibor Sekelj dort seine Grundschule abgeschlossen hatte, zog die Familie nach Nikšić, Montenegro, wo er das Gymnasium besuchte. Nach dem Abschluss ging er nach Zagreb; dort studierte er Jura.
Später arbeitete er als Journalist in Zagreb. 1939 reiste er nach Argentinien um über jugoslawische Auswanderer zu berichten. Er blieb dort für 15 Jahre als Journalist und Entdecker tätig. 1944 schaffte er die Besteigung des Aconcagua, des höchsten Gipfels des amerikanischen Kontinents. Diese Erfahrung inspirierte ihn zu seinem ersten Werk Sturm am Aconcagua. 1954 kehrte er nach Jugoslawien zurück, wo er sich in Belgrad niederließ; er reiste weiterhin viel. Von 1972 an lebte er in Subotica, Vojvodina, im heutigen Serbien. Dort war er Direktor eines Museums. Er starb in Subotica, wo er auch beerdigt ist.

## Werke
Die Werke Tibor Sekeljs – Romane und Aufzeichnungen seiner Reisen – enthalten interessante ethnographische Beobachtungen. Er schrieb auch Bücher und Aufsätze zur internationalen Sprache Esperanto. Die Mehrzahl seiner Bücher hat Sekelj ursprünglich in Esperanto verfasst; sie wurden oft in zahlreiche Sprachen übersetzt. Tibor Sekelj ist zweifellos derjenige Esperanto-Autor, dessen Esperanto-Werke am häufigsten in andere Sprachen übersetzt wurden.

### Reiseaufzeichnungen
- Tempestad sobre el Aconcagua. Roman über seine Expeditionen in das argentinische Massiv des Aconcagua, ursprünglich in Spanisch geschrieben, Ediciones Peuser, Buenos Aires 1944.
  - Oluja na Aconcagui i godinu dana kasnije. Serbokroatische Übersetzung von Ivo Večeřina, Zagreb 1955.
  - Burka na Aconcagui. Tschechoslovakische Übersetzung von Eduard V. Tvarožek, Osveta, Martin 1958.
  - Tempesto super Akonkagvo. Übersetzung in Esperanto von Enio Hugo Garrote, Serbio Esperanto-Ligo, Belgrad 1959.
- Por tierras de Indios. Über die Erfahrungen des Autors unter den Indianern Brasiliens, ursprünglich auf Spanisch geschrieben, 1946.
  - Durch Brasiliens Urwälder zu wilden Indianerstämmen. deutsche Übersetzung von Rodolfo Simon, Orell Füssli, Zürich 1950.
  - Pralesmi Brazílie. tschechische Übersetzung von Matilda V. Husárová, Osveta, Martin 1956.
  - V dezeli Indijancev po brazilskih rekah gozdovih. slowenische Übersetzung von Peter Kovacic, Zalozba obzorja Maribor, Maribor 1966.
  - Tra lando de indianoj. Übersetzung in Esperanto von Ernesto Sonnenfeld, Eldona Societo Esperanto, Malmö 1970.
- Excursión a los indios del Araguaia (Brasil). Über die Indianer Karajá und Javaé in Brasilien, in Spanisch, 1948.
- Nepalo malfermas la pordon. Ursprünglich in Esperanto verfasst, Régulo, La Laguna 1959.
  - Nepla otvara vrata. serbische Übersetzung von Antonije Sekelj, Belgrad 1959.
  - Window on Nepal. englische Übersetzung von Marjorie Boulton, Robert Hale, London 1959.
  - Nepal odpira vrata. slowenische Übersetzung von Boris Grabnar, Mladinska knjiga, Ljubljana 1960.
- Ĝambo rafiki. La karavano de amikeco tra Afriko. ursprünglich in Esperanto geschrieben, Edistudio, Pisa 1991, ISBN 88-7036-041-5.
  - Djambo rafiki. Pot karavane prijateljstva po Afriki. slowenische Übersetzung von Tita Skerlj-Sojar, Mladinska knjiga, Ljubljana 1965.
- Ridu per Esperanto. Zagreb 1973.
- Premiitaj kaj aliaj noveloj. Sieben Novellen, ursprünglich in Esperanto geschrieben, Internacia Kultura Servo, Zagreb 1974.
- Kumeŭaŭa, la filo de la ĝangalo. Kinderbuch über das Leben der Indianer in Brasilien, ursprünglich in Esperanto verfasst. 1. Auflage, Antwerpen, 1979, 2. Auflage, UEA, Rotterdam 1994.
  - Kumeuaua djungels son. schwedische Übersetzung von Leif Nordenstorm, Boden 1987.
  - Kumevava, az őserdő fia. ungarische Übersetzung von István Ertl, Budapest 1988.
  - Kumevava, syn ĝunhliv. ukrainische Übersetzung von Nadija Andrianowa, Kiew, Veselka, 1989.
  - Kumevava, sin prašume. serbische Übersetzung, 2003.
- Mondo de travivaĵoj. Autobiographie und Abenteuer durch fünf Kontinente. Edistudio, Pisa, 1. Auflage 1981, 2. Auflage 1990, ISBN 88-7036-012-1.
- Neĝhomo. Geschichte über das Leben während eines Berg-Aufstiegs. Pro Esperanto, Wien 1988.
- Kolektanto de ĉielarkoj. Novellen und Gedichte, ursprünglich in Esperanto verfasst, Edistudio, Pisa 1992, ISBN 88-7036-052-0.
- Temuĝino, la filo de la stepo. Roman für junge, vom Serbischen übersetzt durch Tereza Kapista, Belgrad 1993, ISBN 86-901073-4-7.

### Bücher über Esperanto
- La importancia del idioma internacional en la educación para un mundo mejor, Mexico: Meksika Esperanto-Federacio, 1953.
- The international language Esperanto, common language for Africa, common language for the world. Aus dem Esperanto ins Englische übersetzt von John Christopher Wells, Rotterdam: UEA, 1962.
- Le problème linguistique au sein du mouvement des pays non alignés et la possibilité de le resoudre, Rotterdam: UEA, 1981 (= Esperanto-dokumentoj 10).
  - La lingva problemo de la Movado de Nealiancitaj Landoj - kaj ĝia ebla solvo, Rotterdam: UEA, 1981 (= Esperanto-dokumentoj 13).

### Esperanto-Lehrbücher
- La trovita feliĉo, Novelle für Kinder, Buenos Aires: Progreso, 1945.
- mit Antonije Sekelj: Kurso de Esperanto, laŭ aŭdvida struktura metodo, 1960.
- mit Antonije Sekelj: Dopisni tečaj Esperanta, Belgrad: Serba Esperanto-Ligo, 1960.

### Ethnographische Werke
Während seiner Reisen in Südamerika, Afrika, Asien und Ozeanien stellte er eine wichtige ethnographische Sammlung zusammen, die er dem Ethnographischen Museum in Zagreb übergab.
Sein wichtigstes ethnographisches Werk ist:
- Elpafu la sagon, el la buŝa poezio de la mondo (Schieß den Pfeil, aus der mündlich überlieferten Dichtung der Welt), Roterdamo: UEA, 1983, ISBN 92-9017-025-5 (= Serio Oriento-Okcidento 18),

worin er Übersetzungen von Aufzeichnungen präsentiert, welche er während seiner Reisen gemacht hatte.

### Wörterbuch
Tibor Sekelj war Mitarbeiter eines Wörterbuchs in 20 Sprachen über Museologie, das 1986 unter dem lateinischen Titel Dictionarium Museologicum erschien.